# Borussia Neunkirchen/Borussia Neunkirchen in der Bundesliga
Borussia Neunkirchen war in der erstklassigen Fußball-Oberliga Südwest von 1957/58 bis 1962/63 die Spitzenmannschaft mit vier Vizemeisterschaften und dem Titelgewinn 1961/62 vor dem FK Pirmasens. Das Team aus dem Saarland hat 17 Spiele in den Jahren 1959 bis 1963 in den Endrunden um die deutsche Fußballmeisterschaft absolviert. In der letzten Endrunde 1963, im Jahr vor der Einführung der Fußball-Bundesliga, scheiterte die Borussia knapp am Einzug in das Finale und belegte punktgleich mit 6:6 Zählern mit dem Gruppenzweiten 1860 München den 3. Gruppenrang. Die Schwarz-Weißen aus dem Ellenfeldstadion standen zusätzlich 1959 noch im Finale um den DFB-Pokal. Mittelstürmer und Torjäger Rudi Dörrenbächer war im Meisterschaftsjahr 1962 mit 37 Treffern der erfolgreichste Torjäger aller Oberligastaffeln im DFB-Bereich. In Neunkirchen, Stadt der Kohle und des Eisens, hatten sie jahrzehnte lang aus voller Brust gesungen: „Hoch lebe Eisen, hoch lebe Stahl, hoch lebe Borussia.“
Zum Start der Bundesliga, 1963/64, wurde Borussia Neunkirchen aber trotz der erbrachten sportlichen Vorgaben in der Oberliga Südwest, nicht für die neue Eliteliga nominiert, aus dem Südwesten wurden der 1. FC Kaiserslautern und der 1. FC Saarbrücken berücksichtigt, und für Neunkirchen ging es in der zweitklassigen Regionalliga Südwest weiter.

## Viermaliger Vizemeister und einmal Meister der Oberliga Südwest, 1958 bis 1963
Ab Wiedereintritt in die Oberliga Südwest zur Runde 1951/52 bewegten sich die Schwarz-Weißen aus dem Ellenfeldstadion im gesicherten Mittelfeld der Tabelle; zur Spitzengruppe reichte es nicht, um den Klassenverbleib musste die Borussia aber auch nicht kämpfen. Die Fritz-Walter-Elf des 1. FC Kaiserslautern bestimmte einschließlich 1956/57 das Rennen um die Meisterschaft, ehe die Mannen um Helmut Kapitulski, der FK Pirmasens, ab 1957/58 mit drei Titelgewinnen in Folge nachlegten. Als aber zur Saison 1957/58 von Hellas Marpingen der Torjäger Rudi Dörrenbächer zur Borussia gekommen war und in seiner Debütrunde in der Oberliga Südwest sogleich 24 Tore erzielte, da war die Zeit im Mittelfeld der Tabelle vorbei, die Schwarz-Weißen gehörten jetzt dem Kreis der Titelanwärter an. Mit einem Punkt Rückstand zu Meister FK Pirmasens belegte Neunkirchen punktgleich mit Vizemeister 1. FC Kaiserslautern den 3. Rang und hatte beide Konkurrenten im Ellenfeld mit 1:0 beziehungsweise 4:1 geschlagen.
Das Gerüst der Mannschaft war mit den zwei Torhütern Ladislav Jirasek und Erwin Strempel, den Feldspielern Josef Frisch, Gerd Lauck, Dieter Harig, Ewald Follmann, Karl Ringel, Werner Emser, Horst Meurer und Hans Schreier ja bereits vorhanden gewesen, hatte mit Dörrenbächer einen eindeutigen Zugewinn in der Chancenverwertung erfahren  und vollzog mit den zwei weiteren Marpingen-Zugängen Erich Leist (ab 1958) und Erwin Glod (ab 1959) endgültig den Schritt zu den Spitzenmannschaften im Südwesten. So war das Erreichen der Vizemeisterschaft 1958/59 hinter Pirmasens und vor dem 1. FC Kaiserslautern und dem 1. FC Saarbrücken keine wirkliche Überraschung mehr. Neunkirchen hatte jetzt eine torgerfährliche Offensive und eine stabile Defensive die zu den besten im Südwesten zählte. Nur gegen den Meister FK Pirmasens verlor die neue Macht aus dem Saarland mit 1:2 ein Heimspiel und errang mit 48:12-Punkten und 95:35-Toren die Vizemeisterschaft 1959. Vor dem endgültigen Einzug in die Endrunde um die deutsche Meisterschaft stand aber noch am 3. Mai 1959 in Düsseldorf ein Qualifikationsspiel gegen den Nordvizemeister Werder Bremen an. Vor 32.000 Zuschauern im Rheinstadion setzte sich aber das Team um Willi Schröder und Arnold Schütz mit 6:3 durch und für Neunkirchen war damit die Endrunde vorbei. Das konnte auch nicht der Zwischenspurt ab der 70. Minute mit den drei Treffern von Ringel, Follmann und Meurer zum 4:3-Zwischenstand verändern, da Nationalspieler Schröder noch mit zwei weiteren Treffern nachlegte und das Spiel für Bremen endgültig entscheiden konnte.
Ein weiterer sportlicher Erfolg über den regionalen Rahmen hinaus erzielten die Saarländer im DFB-Pokal des Jahres 1959. Nach dem Gewinn des Südwestpokals am 27. September 1959 in Saarbrücken mit 1:0 durch ein Tor von Ringel, setzten sich die Schwarz-Weißen im Halbfinale des DFB-Pokals am 3. Oktober mit 2:1 gegen den süddeutschen Oberligisten VfR Mannheim durch und zogen damit in das Endspiel am 27. Dezember 1959 in Kassel gegen Schwarz-Weiß Essen ein. Doch dort setzte sich der ETB-Angriff mit Horst Trimhold, Hubert Schieth, Manfred Rummel, Hans Küppers und Theo Klöckner überlegen mit 5:2 durch.
In den folgenden zwei Runden, 1959/60 und 1960/61, errang Borussia Neunkirchen Erwin Glod (Neuzugang) und Hans Schreier bei, welcher ab dieser Runde  den erneut jeweils die Vizemeisterschaft. Dazu trugen 1959/60 die Personalien durch Schritt zum Stammspieler vollzog. Im Jahr vor der Weltmeisterschaft 1962 in Chile, 1960/61, wurde durch die Tatkraft von Präsident Norbert Engel und des Spielausschußvorsitzenden Kurt Gluding mit Spielern wie Günter Kuntz vom VfR Kaiserslautern, dem Torhüter Horst Kirsch von Sportfreunde Saarbrücken und Dieter Schock gezielt die Mannschaft weiter verstärkt, die Basis im Spielerkader ausgebaut. Das Ergebnis gipfelte in einem äußerst engen Dreikampf um die Meisterschaft zwischen dem 1. FC Saarbrücken, Neunkirchen und dem vorherigen dreimaligen Meister FK Pirmasens. Punktgleich mit je 42:18-Punkten standen am Rundenende Saarbrücken und Neunkirchen an der Spitze, mit einem Punkt dahinter Pirmasens auf dem 3. Rang. Das Torverhältnis entschied das Rennen knapp für Saarbrücken; hätte Pirmasens einen Punkt mehr gehabt, wäre durch ihr besseres Torverhältnis erneut die Meisterschaft in der Schuhstadt gelandet.
Der Punktverlust am 28. Spieltag beim abgeschlagenen Tabellenletzten SV Niederlahnstein, durch ein unerwartetes 1:1, sollte sich für die Borussen als fatal herausstellen; es kostete den Titelgewinn.
Zur Runde 1961/62 wurden noch die beiden Stürmer Elmar May und Paul Pidancet von Eintracht Trier sowie der Außenläufer Achim Melcher aus Bad Kreuznach verpflichtet, und damit war das sportliche Potenzial der Mannschaft so nachhaltig gewachsen, dass mit Trainer Alfred Preißler in der Saison 1961/62 mit 48:12 Punkten und dem Torverhältnis von 102:29 Toren der Meisterschaftsgewinn in der Oberliga Südwest glückte. Im Ellenfeld holte sich der neue Meister 28:2 Punkte – lediglich zwei 2:2-Remis gegen Pirmasens und Oppau – und Rudi Dörrenbächer setzte sich mit 37 Treffern die Torschützenkrone in der Südwestliga auf. Reinhold Straus (Worms) folgte mit 27 Toren vor den beiden besten Schützen des Vizemeisters FK Pirmasens, Rolf Fritzsche (24) und Klaus Matischak mit 23 Toren auf den Plätzen. Im Januar und Februar 1962 kanterte Neunkirchen die Gäste aus Eintracht Kreuznach und Sportfreunde Saarbrücken jeweils mit 11:0 aus dem Ellenfeld, verlor aber das unmittelbar folgende Auswärtsspiel mit 0:2 beim BSC Oppau.
Durch die Weltmeisterschaft in Chile – 30. Mai bis 17. Juni – wurde die Endrunde um die deutsche Fußballmeisterschaft in einem verkürzten Modus mit lediglich drei Spielen ausgetragen und der Südwestmeister hatte es vom 23. April bis 5. Mai mit dem FC Schalke 04, dem 1. FC Nürnberg und Tasmania 1900 Berlin zu tun. Sportlich lief es für Neunkirchen sehr unglücklich: Die beiden ersten Gruppenspiele gegen Schalke und Nürnberg verloren die Saarländer nach jeweiliger 2:0-Führung mit 3:2 Toren und danach auch noch das letzte und unbedeutende Spiel gegen den Berliner Meister Tasmania 1900 mit 0:1. Tabellarisch war die 0:6-Punktebilanz eindeutig, aber von den Spielverläufen her hatte Neunkirchen bewiesen, zwischenzeitlich auch mit den Spitzenmannschaften des Westens und von Süddeutschland gleichwertig mithalten zu können. Schalke tat sich trotz der späteren WM-Teilnehmer Hans Nowak, Willi Schulz und Willi Koslowski beim 3:2-Erfolg in Dortmund am 23. April sehr schwer; erst in der 61. Spielminute verkürzten die „Knappen“ durch ein umstrittenes, laut Neunkirchner 90-Jahre-Chronik „klares Abseitstor“, auf 1:2 und danach verlor Neunkirchen in den Schlussminuten völlig den Faden. Im Südweststadion in Ludwigshafen lag Neunkirchen beim zweiten Gruppenspiel gegen den Südmeister 1. FC Nürnberg bis zur 61. Minute nach Toren von Leist (Elfmeter) und Pidancet erneut mit 2:0 in Führung, ehe Borussen-Verteidiger Günter Schröder ein Eigentor unterlief und danach Linksaußen Richard Albrecht mit zwei Toren das 3:2 für den „Club“ erzielte.
Im letzten Jahr der alten erstklassigen Oberliga, 1962/63, war das alles beherrschende Thema die neue Bundesliga ab 1963/64 und wer hineinkommen würde. Im Südwesten trieb das die „new generation“ des 1. FC Kaiserslautern nach fünf Spielzeiten ohne Titel, nach einer durchwachsenen Hinrunde mit 22:8 Punkten, durch eine starke Rückrunde mit 25:5 Punkten zur überlegenen Meisterschaft und damit zur Aufnahme in die Bundesliga. Im Kampf um die Vizemeisterschaft konkurrierten im engen Wettstreit Borussia Neunkirchen, FK Pirmasens und Wormatia Worms mit jeweils 41:19 Punkten, vor dem „Herbstmeister“ 1. FC Saarbrücken mit 40:20 Punkten. Die Offensive der „Roten Teufel“ mit den Torjägern Winfried Richter (27 Tore) und Erich Meier (21 Tore) erzielte zum Meisterschaftsgewinn 110 Tore, der Vizemeister Borussia Neunkirchen kassierte mit 30 Gegentreffern die wenigsten der Runde.
Bei den Borussen wurde die Runde aber durch die schwere Verletzung von Angreifer Rudi Dörrenbächer beim Auswärtsspiel am 15. April 1963 beim 1:1 Remis gegen den VfR Frankenthal überschattet. Bei dem Spiel Ostern 1963 stieg der Torjäger in der 18. Minute hoch und köpfte zum Neunkirchner 1:0 ein. Frankenthals Schlussmann traf ihn bei der Abwehraktion ohne Absicht mit der Faust an der Schläfe – Dörrenbächer verlor das Bewusstsein und stürzte ohne jede Reaktion auf den hart gefrorenen Boden. Der Mittelstürmer wurde mit einem Schädelbasisbruch ins Krankenhaus Ludwigshafen eingeliefert, wo er sechs Wochen lang im Koma lag. Fußball gespielt hat Rudi Dörrenbächer danach nie wieder.
Trotz dieser menschlichen Tragödie und des Drucks um die Bundesliganominierung – in den Sitzungen am 10. und 11. November 1962 hatte der Bundesliga-Ausschuss die ersten neun von 16 Bundesligisten bekannt gegeben, darunter der 1. FC Saarbrücken aus dem Südwesten, also stritten Kaiserslautern, Pirmasens und Neunkirchen um den Platz an der Sonne, das zweite Südwest-Ticket für die neue Liga; allerdings erwies sich für die Borussia der sogenannte „Fall May“ als zusätzlicher Klotz am Bein – raffte sich das Team zusammen und ging die Herausforderung der Endrunde gegen die Gegner Hamburger SV, Borussia Dortmund und München 1860 mit Ehrgeiz und Elan an. Am sommerlichen 15. Juni 1963 ging's im Saarbrücker Ludwigspark in der Endrunde um die Deutsche  Meisterschaft nicht nur um Tore und Punkte: Es stand viel mehr auf dem Spiel und die 45.000 auf den Rängen wussten darum. Zwar hatte der BL-Ausschuss des DFB die 16 Bundesligisten bereits gekürt, doch noch war das Tor zur neuen Klasse nicht endgültig geschlossen: Würde ein nichtlizenzierter Verein Gruppensieger werden und damit das Endspiel erreichen, wäre er automatisch auch für die Bundesliga qualifiziert, die dann auf 18 Klubs aufgestockt werden würde. Diese „Lex Hintertürchen“ konnte nur auf einen der acht Endrunden-Teilnehmer zutreffen: Den VfB Borussia Neunkirchen. Und tatsächlich hatten die Saarländer vor diesem fünften Endrunden-Spieltag am 15. Juni 1963 ihre Chance gewahrt, trotz des fast nicht auszugleichenden Verlustes von Torjäger Dörrenbächer: Ein sensationelles 3:0 über den Favoriten Hamburger SV, ein 0:0 in der Dortmunder Roten Erde gegen den Namensvetter, ein 0:4 und ein Heim- 2:1 gegen 1860 – das ergab 5:3-Punkte, genau soviel wies der heutige Gegner im Ludwigspark, Borussia Dortmund auf.
Ein „Endspiel“ um die Fußball-Bundesliga: Die Neunkircher schienen der nervlichen Belastung nicht gewachsen, Dortmund, der spätere Deutsche Meister, war zudem in überragender Verfassung. Leist hatte Weiß-Schwarz durch einen Strafstoß in Führung gebracht, Jürgen Schütz glich vor der Pause aus. Zweimal Friedhelm Konietzka und Gerd Cyliax brachten eine 4:1-Führung für Dortmund zustande, ehe Elmar Mays Anschlußtreffer fiel und schließlich das 5:2 von „Aki“ Schmidt.
Für Neunkirchen, das am Ende ein 1:1 beim HSV erreichte, war's vorbei mit Gruppensieg, Endspiel-Teilnahme und Bundesliga. Von Jens Kelm, dem Vereinsarchivar und -chronisten gibt es die Aussage: „Die Borussia hat sich zu lange auf die Schwerindustrie und die Brauerei verlassen, sich nicht rechtzeitig umorientiert und um andere Sponsoren bemüht. So ist die Schwerindustrie niedergegangen und die Borussia mit ihr.“

## Meister der Regionalliga Südwest und Aufsteiger in die Bundesliga, 1963/64
Den Kampf in der Zweitklassigkeit ab 1963/64 in der Regionalliga Südwest um den Einzug in die Bundesligaaufstiegsrunde nahm Neunkirchen mit dem neuen Trainer Horst Buhtz auf. Der ehemalige Italien-Profi hatte 1962/63 als Trainer Erfahrung bei den Sportfreunden Saarbrücken gesammelt und als neue Spieler kamen das Jungtalent (* 1944) Heinz Simmet (SV Holz 05) und der erfahrene Angreifer Rüdiger Gratz (* 1936) vom VfB Theley hinzu. Die Hinrunde verlief aber nicht reibungslos für Neunkirchen. Der VfB kassierte drei Niederlagen und verlor fünf Punkte durch Unentschieden, so dass er mit 27:11-Punkten nach 19 Spielen auf dem 3. Platz rangierte, überraschend führte Worms mit 31:7-Punkten die Halbzeittabelle an. In der Rückrunde drehten die Buhtz-Schützlinge aber auf, eroberten 33:5-Punkte und gewannen die Meisterschaft mit einem Punkt Vorsprung gegenüber dem FK Pirmasens und zwei vor der Wormatia auf dem 3. Rang.
Den überragenden Torjäger hatte Neunkirchen nicht in ihren Reihen, den stellten die Sportfreunde Saarbrücken mit Johannes Löhr, der 35 Tore erzielt hatte; dafür trafen gleich zwei Borussen-Angreifer, Günter Kuntz und Elmar May, jeweils 25 mal ins gegnerische Gehäuse und die zwei Neuzugänge Gratz und Simmet konnten immerhin je elf Tore zur Meisterschaft beisteuern. Die beiden Außenläufer Achim Melcher und Dieter Schock waren in allen 38 Rundenspielen aufgelaufen, Kuntz und Leist hatten lediglich in einem Ligaspiel gefehlt. Der Stammformation hatten die zwei Torhüter Horst Kirsch und Willi Ertz angehört, im Feld waren Günter Schröder, Hans Schreier, Dieter Schock, Erich Leist, Achim Melcher, Elmar May, Karl Ringel, Heinz Simmet, Rüdiger Gratz (Dieter Harig) und Günter Kuntz in der Regel aufgelaufen.
Im fünf Kilometer vor den Toren der Stadt liegenden Schulungsheim der Arbeitskammer, deren Präsident Borussen-Boss Norbert Engel war, bereitete sich die Mannschaft auf die Aufstiegsrunde vor. Am 3. Juni begann das Abenteuer. Beim Flug ab Frankfurt zur Berliner Tasmania fehlte Dieter Schock, der zuverlässige Mittelfeldmann. Er war Bundeswehrsoldat in Hermeskeil und musste noch ein Spiel und die Regimentsmeisterschaft absolvieren und Stopper Erich Leist stand in der Vorbereitung zur Kfz-Meisterprüfung. Der Start in die Aufstiegsrunde ging am 6. Juni 1964 beim Auswärtsspiel gegen SC Tasmania 1900 Berlin krachend daneben: Tas-Torjäger Heinz Fischer war beim 5:1-Erfolg des Berliner Meisters dreimal erfolgreich, Simmet erzielte für die Saarländer den Ehrentreffer. Trotzdem strömten am 10. Juni beim folgenden Heimspiel gegen FC St. Pauli Hamburg 25.000 Zuschauer in den Saarbrücker Ludwigspark. Sie sahen einen Gastgeber der vor allem in der zweiten Halbzeit mit drei Treffern alles klar zum 4:1-Heimerfolg machte. Vier Tage später, am 14. Juni, genügte dem FC Bayern München ein Tor von Rainer Ohlhauser in der 21. Minute zu einem 1:0-Auswärtserfolg in Saarbrücken. Bei der Nominierung der Torhüter entschied die Tagesform. Nach dem 1:5 von Berlin wurde Ertz zweite Wahl, die 0:1-Niederlage dann gegen Bayern München wurde Kirsch angekreidet, und Ertz kam wieder ins Tor. Das Rückspiel fand unmittelbar danach, am 20. Juni in München statt und Neunkirchen wuchs beim 2:0-Auswärtserfolg über sich hinaus; insbesondere die Defensive um den überragenden Torhüter Willi Ertz. Das Stadion an der Grünwalder Straße sah die Sternstunde des Neunkircher Schlussmannes. Im Angriff hatte man auf den torgefährlichen Elmar May verzichten müssen. Nach dem verwandelten Elfmeter durch Ringel folgten wütende Bayern-Attacken. Ertz geriet unter Dauerfeuer, und es gibt heute (1990) noch Kritiker und Zuschauer der damaligen Partie, die Stein und Bein schwören, keine bessere Torwartleistung seither mehr miterlebt zu haben.
Vier Tage später, am 24. Juni, erzielte Karl Ringel in der 85. Minute den 1:0-Siegtreffer beim Auswärtsspiel gegen den FC St. Pauli. Da Tasmania 1900 zu gleicher Zeit den FC Bayern München mit 3:0 im Olympiastadion vor 40.000 Zuschauern mit zwei Fischer-Toren besiegt hatte und damit den Mannen um Sepp Maier, Franz Beckenbauer, Rainer Ohlhauser und Dieter Brenninger den Bundesligaaufstieg verhindert hatte, konnte das Team aus dem Ellenfeld am letzten Spieltag im Heimspiel gegen „Tas“ mit einem doppelten Punktgewinn alles klar machen.
Am 28. Juni fieberten 38.000 Zuschauer im Saarbrücker Ludwigspark mit der Borussia beim Spiel gegen die Tasmania. Bereits in der 10. Spielminute brachte May den Gastgeber mit 1:0 in Führung. Trotz einiger Chancen für die Berliner blieb es beim 1:0 für Neunkirchen und die Borussen holten den Aufstieg in die Bundesliga nach einem Jahr „Verspätung“ mit 8:4-Punkten und 9:7-Toren nach.

## Zwei Jahre Bundesliga, 1963/64 und 1964/65
Trainer Buhtz war auch in der Bundesliga 1963/64 für die sportlichen Belange zuständig, der Spielerkader blieb überwiegend zusammen. Neu kam hinzu Günter Heiden vom BSC Oppau, der 21-jährige Angreifer hatte für den Regionalligisten aus Ludwigshafen in der abgelaufenen Runde in 32 Ligaeinsätzen acht Tore erzielt. Zudem noch zwei Spieler aus dem Amateurlager: Werner Müller vom ASC Dudweiler und Gottfried Peter von den Amateuren des 1. FC Saarbrücken; beide Spieler spielten aber keine Rolle und lediglich Peter wurde in zwei Bundesligaspielen zum Einsatz gebracht. Die Schwere der Aufgabe den Klassenerhalt zu bewerkstelligen, wurde den Meisterschaftsspielern der Runde 1963/64 spätestens nach den drei Startspielen in der Bundesliga bewusst: Mit 0:6 Punkten stand die Borussia nach den Spielen gegen den 1. FC Nürnberg (0:2), Borussia Dortmund (1:2) und nach dem 3:4 beim Titelverteidiger 1. FC Köln in der Tabelle auf dem 16. Rang. Die Bundesliga war nicht mit der Regionalliga Südwest vergleichbar, es ging für den Aufsteiger schlicht um den Klassenerhalt.
Da kam der alte Rivale aus den Endrundenspielen um die deutsche Fußballmeisterschaft, der Hamburger SV, gerade recht. Am vierten Spieltag, den 12. September 1964, empfing Neunkirchen den HSV, welcher mit 4:2 Punkten ins Saarland anreiste. Schiedsrichter Kurt Handwerker aus Ketsch leitete vor 25.000 Zuschauern das Spiel. Die Buhtz-Schützlinge gingen mit der gewohnten Formation in das Rennen, lediglich Heiden lief neu auf der Mittelstürmerposition auf. Bereits nach sechs Minuten glückte durch Paul Pidancet die 1:0-Führung, welche aber Nationalmittelstürmer Uwe Seeler in der 22. Minute ausgleichen konnte. Noch vor dem Halbzeitpfiff verwandelte Elmar May einen Foulelfmeter zur 2:1-Führung, mit diesem Spielstand ging es auch in die Halbzeitpause. Achim Melcher zeichnete in der 54. Minute mit dem Siegtreffer zum 3:1-Erfolg aus; geholfen bei dem Heimsieg hatte auch der Platzverweis des HSV-Verteidigers Jürgen Kurbjuhn. Es folgten zwei weitere Niederlagen, ehe am siebten Spieltag mit einem 4:2 gegen den Meidericher SV der zweite Heimsieg glückte und die Borussia mit 4:10-Punkten den 14. Rang in der Tabelle einnahm. Kuntz zeichnete sich dabei als dreifacher Torschütze aus. Am neunten Spieltag, den 24. Oktober 1964, glückte im heimischen Ellenfeld sogar ein 3:0-Heimerfolg gegen die mit Stars wie Petar Radenković, Bernd Patzke, Otto Luttrop, Alfred Heiß, Rudi Brunnenmeier und Hans Küppers gespickten Münchner „Löwen“ von Trainer Max Merkel.
Danach folgte ein 1:1 Remis beim FC Schalke 04 und am 14. November ein 1:0-Heimerfolg durch ein Tor von May gegen den Karlsruher SC und die Borussa wies jetzt 9:13 Punkte auf und hatte den Anchluss an das Tabellenmittelfeld geschafft.
Die Heimstärke setzte sich auch gegen Hannover 96 (2:1), Hertha BSC (2:2), 1. FC Nürnberg (1:1), 1. FC Köln (1:1), dem 2:1-Auswärtserfolg beim Hamburger SV mit zwei May-Toren, Eintracht Braunschweig (0:0), Werder Bremen (1:1), FC Schalke 04 (3:2), dem in der Höhe sensationellen 4:0 im April 1965 gegen Eintracht Frankfurt, sowie am Rundenschlusstag, den 15. Mai 1965, mit einem 3:1-Heimerfolg gegen den VfB Stuttgart fort. Damit hatten sich die Saarländer mit 27:33-Punkten – darunter 21:9-Heimpunkte – den 10. Rang im Abschlussklassement erkämpft, den HSV, VfB Stuttgart, 1. FC Kaiserslautern, Hertha BSC, Karlsruher SC und den FC Schalke 04 hinter sich gelassen. Die Mannschaft aus dem Ellenfeld hatte eine unerwartet gute Runde in ihrem Debütjahr in der Bundesliga gespielt und sammelte dafür Respekt weit über das Saarland hinaus.
Trainer Buhtz hatte die Runde mit folgenden Stammspielern absolviert:
Mit den zwei Torhütern Horst Kirsch und Willi Ertz; den Feldspielern Günter Schröder, Hans Schreier (Verteidiger), der Läuferreihe Dieter Schock, Erich Leist, Achim Melcher und den Angreifern Elmar May (12 Tore), Günter Heiden, Erwin Glod, Günter Kuntz und den Reservisten Dieter Harig (18 Spiele), Paul Pidancet (14-4), Heinz Simmet (8-7) und Horst Berg (7-1).
In das zweite Bundesligajahr 1965/66 gingen die Saarländer mit den drei Neuzugängen Werner Görts (Bayer 04 Leverkusen), Gerd Peehs (SV Saar 05 Saarbrücken) und Jürgen Wingert vom Ludwigshafener SC. Der schnelle Flügelstürmer Görts absolvierte 28 Bundesligaspiele, erzielte aber lediglich einen Treffer. Diese Schwäche minderte seine ansonsten gute Leistung. Verteidiger Peehs lief in 20 Bundesligapartien auf und war dabei ein kompakter Zweikämpfer und Allroundstürmer Wingert erzielte in 19 Ligaeinsätzen fünf Tore. Da kein Stammspieler den Verein verlassen hatte, hoffte man in Neunkirchen an die Leistung des Vorjahres anschließen zu können. Es kam aber der Leistungsrückgang bei wichtigen Spielern der letzten Jahre hinzu – eindeutig bei Glod, Harig, Schreier; abgeschwächt bei Leist, May und Pidancet – und das war die eigentlich Ursache des 17. Tabellenplatzes am Rundenende 1966 und der Abstieg in die Regionalliga Südwest. Mit 16:18-Punkten ging auch die Heimstärke verloren und von einer funktionierenden Defensive konnte bei 82 Gegentoren – im Vorjahr hatte die Borussia 48 Gegentreffer kassiert – auch nicht mehr die Rede sein. An den Neueinkäufen lag es alleine auf keinen Fall, es kamen mehrere Punkte in Neunkirchen zusammen. Mit 22:46-Punkten und 32:82-Toren stieg Neunkirchen als 17. der Tabelle in die Regionalliga ab.

## Erneute Regionalligameisterschaft und Bundesligarückkehr, aber auch sofortiger Abstieg, 1966 bis 1968
Nach dem Abstieg herrschte ein Kommen und Gehen. Trainer Buhtz übernahm den Bundesligisten Hannover 96 und die Spieler Görts (Werder Bremen), May (Hamburger SV), Peehs (Borussia Dortmund), Peter (München 1860) und Simmet (Rot-Weiß Essen) wechselten ebenfalls in die Bundesliga. Pidancet kehrte nach Trier zurück, Harig und Schreier beendeten ihre Laufbahn. Für Buhtz kam Željko Čajkovski, der Bruder des FC Bayern München-Trainer Zlatko, von der SpVgg Fürth aus der Regionalliga Süd zum Absteiger. Auf der Spielerseite vermeldete die Borussia die Neuzugänge von Peter Czernotzky, Wolfgang Gayer, Erich Hermesdorf, Hans Linsenmaier und des Angreifers Ludwig Lang von SV Borussia Spiesen als neue Spieler von Neunkirchen in der zweitklassigen Regionalliga Südwest.
In der Startphase in die Saison 1966/67 holpert der Bundesligaabsteiger und nimmt mit 5:5-Punkten nach dem fünften Spieltag nur den 10. Rang ein. Danach nimmt die Borussia Fahrt auf und führt nach der Hinrunde mit 23:7-Punkten die Tabelle an, vor dem Überraschungsteam der SpVgg Mainz-Weisenau, wo sich Alfred Brecht zum unangefochtenen Torjäger der Liga entwickelte.
In der Rückrunde bleiben die Schwarz-Weißen stabil und erreichen wie in der Hinrunde 23:7-Punkte und gewinnen damit die Meisterschaft, zwei Punkte vor dem 1. FC Saarbrücken und fünf Punkte vor dem Überraschungsteam Weisenau auf dem 3. Rang. Am 26. Spieltag, den 10. April 1967, glückt Neunkirchen vor 40.000 Zuschauern im Ludwigsparkstadion ein 1:0-Auswärtserfolg beim späteren Vizemeister. Dank seiner überragenden Mittelfeldspieler Günter Kuntz und Wolfgang Gayer, der auch das Sieg bringende 1:0 in der 74. Minute erzielte, steht die Borussia kurz vor dem Titelgewinn. Die Borussia war in der Formation mit Torhüter Ertz, der Verteidigung Regitz/Czernotzky, der Läuferreihe Kuntz, Leist und Schock, sowie in der Angriffsbesetzung mit Pontes, Lang, Wingert, Gayer und Linsenmaier dabei angetreten. Zum Meisterschaftserfolg hatten die Neuzugänge Linsenmaier (19 Tore), Gayer (13), Hermesdorf (7) und Lang neun Tore beigesteuert und hatten damit die Richtigkeit ihrer Verpflichtung zu Rundenbeginn positiv bestätigt. Auch die Weiterentwicklung der während der laufenden Saison 1965/66 unter Vertrag genommenen Eigengewächse Jürgen Pontes (24-10) und Gerd Regitz (29-1) trug zum Meisterschaftserfolg der Runde 1966/67 bei.
In der Aufstiegsrunde hatte es der Südwestmeister mit den Konkurrenten ETB Schwarz-Weiß Essen, SV Arminia Hannover, FC Bayern Hof und Hertha BSC dann im Mai/Juni 1967 zu tun und konnte aus der Distanz, da spielfrei, den ersten Spieltag mit den zwei Remis Arminia Hannover gegen Hertha BSC (1:1) und Bayern Hof gegen SW Essen (0:0) verfolgen. Am 24. Mai startete die Borussia mit einem 2:1-Heimerfolg gegen Arminia Hannover in die Aufstiegsrunde. Es folgte am 28. Mai das Auswärtsspiel bei Bayern Hof, wo dann das Gespann Wolfgang Breuer und Siegfried Stark mit je zwei Treffern und ein Eigentor von Torhüter Horst Kirsch für ein 5:2 für den Gastgeber sorgten. Bereits Tage danach, am 1. Juni sorgte Wolfgang Gayer mit zwei Toren für das 2:0 im Heimspiel gegen Schwarz-Weiß Essen. Auch die bekannten Essener Offensivakteure, Ulrich Braun, Theo Klöckner und Hans Walitza, konnten die von Erich Leist angeführte Borussia-Defensive dabei nicht überwinden.
Es ging Schlag auf Schlag weiter: Wiederum drei Tage später traten die Saarländer in Berlin gegen Hertha BSC an und entschieden das Spiel mit Toren von Gayer und Pontes mit 2:1 für sich. Für Hans Eder, Hans-Joachim Altendorff, Helmut Faeder und Michael Krampitz war damit der Traum von der Bundesligarückkehr bereits beendet. Nach einer Erholungspause setzte sich Neunkirchen am 14. Juni mit 4:3 bei Arminia Hannover durch und ließ am 18. Juni einen 4:0-Heimerfolg gegen Bayern Hof folgen. Beim härtesten Rivalen Schwarz-Weiß Essen entführten die Borussen am 21. Juni mit einem 1:1 den entscheidenden Punkt und konnten somit am Schlusstag der Aufstiegsrunde mit 11:5-Punkten, einen Zähler mehr als Essen, die Bundesligarückkehr feiern. Dazu hatte der torgefährliche Mittelfeldspieler Gayer sieben Tore beigesteuert.
Die finanzielle Situation reichte beim Bundesligarückkehrer 1967 lediglich zu zwei Verpflichtungen aus der Regionalliga Südwest – Hugo Ulm (Phönix Bellheim/Absteiger) und Jürgen Rohweder (Saar 05 Saarbrücken/10. Platz) und Werner Martin aus dem saarländischen Amateurlager vom SV Hella Bildstock.
Am achten Spieltag, den 30. September 1967, empfing Neunkirchen mit 2:12-Punkten den Karlsruher SC, welcher mit 4:10-Punkten anreiste. Die Borussen traten in der Formation mit Ertz; Regitz, Czernotzky; Kuntz, Rohweder, Schock; Ulm, Gayer, Lang, Hermesdorf und Linsenmaier an. Vor 10.000-Zuschauern erzielte der technisch beschlagene und torgefährliche Wolfgang Gayer alle drei Treffer zum 3:2-Heimsieg der Mannschaft aus dem Ellenfeld. Der offensivstarke Abwehrspieler Eugen Ehmann erzielte die zwei Treffer für den KSC. Damit bildeten die zwei punktgleichen Kontrahenten (je 4:12-Punkte) mit Schlusslicht Schalke 04 (2:14 Punkte) das Trio am Tabellenende.
Neunkirchen und Karlsruhe konnten sich in den weiteren Spielen nicht mehr vom Tabellenende lösen, Schalke erreichte noch den rettenden 15. Rang, zwei Punkte vor dem 1. FC Kaiserslautern, welcher vom 5. Rang des Vorjahres bis ganz nach unten durchgereicht wurde. Der über viele Jahre die Abwehr zusammenhaltende Leist (* 1935) war altersbedingt nicht mehr in der Lage gewesen diese prägende Rolle aktiv auf dem Spielfeld auszuüben und die Borussen kassierten mit 93 Gegentreffer die meisten in der Runde. Gayer zeigte überwiegend die Klasse für die Bundesliga und war mit 12 Treffern auch ein wirkungsvoller Torschütze gewesen. Im Angriff kam Hans Linsenmaier in 29 Einsätzen auf acht Tore, der zweite Stammspieler in der Offensive, Hugo Ulm, war zwar lauffreudig, beweglich und beherrschte das Kombinationsspiel, aber er war kein Mann der Tore garantieren konnte. In 27 Einsätzen glückte Ulm lediglich ein Treffer. Die Bundesliga war für die Mannschaft aus Neunkirchen eine Klasse zu hoch und es ging im Sommer 1968 wieder in die Regionalliga Südwest zurück.

## Am Ende der zweitklassigen Regionalliga Südwest, dreimalige Meisterschaft, aber kein erneuter Bundesligaaufstieg, 1970 bis 1974
Der Absteiger musste die Verluste von Spielern wie Gayer (Wiener SK), Kuntz (FK Austria Wien), Czernotzky (1. FC Nürnberg), Linsenmaier (TSV 1860 München), Rohweder (SV Darmstadt 98) und Wingert zum SV Südwest Ludwigshafen verkraften und vor allem das Laufbahnende der langjährigen Defensivsäule Erich Leist hinnehmen. Auf Seiten der Neuzugänge schafften es lediglich Norbert Heß von Wormatia Worms und Ljubomir Milic aus Novi Sad in die Stammformation der Saison 1968/69. Die ersten beiden Plätze belegten der SV Alsenborn und TuS Neuendorf mit jeweils 44:16-Punkten; Neunkirchen kam mit 37:23-Punkten auf dem 5. Rang ins Ziel. Die Heimbilanz von 27:3-Punkten war erstklassig, in der Fremde konnte der Absteiger aber nur 10:20-Punkte holen und das war für einen Spitzenplatz eindeutig zu wenig. Trainer Cajkovski wurde im März 1969 durch den langjährigen Torhüter Ladislav Jirasek ersetzt.
Zur Saison 1969/70 übernahm der Mann aus Karlsruhe, Kurt Sommerlatt, das Traineramt bei Borussia Neunkirchen. Mit Horst Brand wurde ein torgefährlicher Angreifer von Eintracht Trier verpflichtet und mit Gerd Zewe vom SV Steinweiler ein hochtalentierter Spieler aus dem Amateurlager nach Neunkirchen geholt.
Alsenborn wurde erneut Meister, der FK Pirmasens zieht als Vizemeister in die BL-Aufstiegsrunde ein. Die Borussen aus dem Ellenfeld-Stadion belegen mit 37:23-Punkten den 4. Rang. Brand (17 Tore) und der junge Jürgen Fuhrmann (19 Tore) zeichnen sich als die erfolgreichsten Torschützen aus. Im Tor teilen sich Routinier Willi Ertz und der junge Hans Hauser die Einsatzzeiten.
Im zweiten Trainerjahr von Sommerlatt, 1970/71, kämpfte er mit den Borussen um die Meisterschaft, um den Einzug in die Bundesligaaufstiegsrunde. Es wurde aber zu einer knappen Angelegenheit: An der Spitze der Tabelle fand ein enger Dreikampf zwischen den Borussen, dem FKP und Südwest Ludwigshafen statt. Am Ende entschied das Torverhältnis zu Gunsten von Neunkirchen gegenüber Pirmasens; mit einem Punkt Rückstand belegte Südwest den 3. Rang. In der Rückrunde spielte Neunkirchen am 18. Spieltag 1:1 bei Südwest und schlug acht Tage danach in einem Heimspiel den FK Pirmasens mit 2:0. Aber am 23. und 25. Spieltag strauchelte Neunkirchen mit zwei  Auswärtsniederlagen beim SV Alsenborn (1:3) und TuS Neuendorf (0:1) und auch die zwei 1:1-Remis gegen den 1. FC Saarbrücken und auswärts beim ASV Landau waren nicht hilfreich beim Ziel des Meisterschaftserfolges. Mit den zwei klaren Erfolgen gegen den SV Völklingen (7:2) und einem 8:1 beim Absteiger Saar 05 Saarbrücken beendete Neunkirchen die Runde. Für die Tore hatten in erster Linie Horst Brand (21 Tore), Ludwig Lang (15 Tore), Hans-Werner Bettinger (12 Tore) und  Heinz-Jürgen Henkes (10 Tore) gesorgt. Mit Rückkehrer Günter Kuntz kam noch ein weiteres Maß an Routine, Kampfkraft und Zuverlässigkeit in das Team um Torhüter Willi Ertz und Verteidiger Norbert Heß. Im Mittelfeld sorgten Gerd Zewe, Hermesdorf und Henkes für die spielerische Linie und Brand und Lang erzielten wichtige Tore.
In der Bundesligaaufstiegsrunde hatte es der Südwestmeister mit Fortuna Düsseldorf, FC St. Pauli, 1. FC Nürnberg und Wacker 04 Berlin zu tun. Der Start am 26. Mai 1971 glückte vor 32.000-Zuschauern mit einem 1:0-Heimerfolg gegen den 1. FC Nürnberg. Das erste Auswärtsspiel wurde aber am 2. Juni beim Aufstiegsfavoriten Fortuna Düsseldorf mit 0:2 verloren. Nach der 0:2-Auswärtsniederlage im Rückspiel beim 1. FC Nürnberg punkteten zwar die Borussen gegen St. Pauli (3:0), Wacker 04 (2:0) und erreichten am Schlusstag, den 27. Juni ein 2:2 beim Aufsteiger Fortuna Düsseldorf, rangierten aber mit 9:7-Punkten hinter der Elf aus Düsseldorf, welche ohne Niederlage durch die Aufstiegsrunde galoppiert war. Neunkirchen hatte nicht enttäuscht, Fortuna Düsseldorf war aber verdient in die Bundesliga aufgestiegen und hatte mit Reiner Geye und Dieter Herzog auch Offensivkräfte in ihren Reihen, welche sicherlich auch in der Bundesliga bestehen konnten.
Ab der Saison 1971/72 setzte man auf Trainer Alfred Preißler die sportlichen Hoffnungen, die Bundesligarückkehr, erreichen zu können. Der Ex-Dortmunder Meisterspieler hatte bereits von 1960 bis 1962 gute Arbeit im Ellenfeldstadion geleistet. Bei den Spielerneuzugängen hoffte man in erster Linie auf den Mittelfeldspieler mit Abschlussqualitäten Jürgen Papies. Die Hoffnung war nicht überzogen, in der Ligarunde erzielte Papies in 30 Einsätzen 25 Tore und nahm damit in der Südwest-Torschützenliste hinter Manfred Lenz vom SV Alsenborn mit 28 Treffern den zweiten Rang ein, noch vor Klaus Toppmöller von Eintracht Trier, welcher 22 Tore für die Moselstäter erzielt hatte.
Die Borussia verteidigte die Meisterschaft, in dieser Runde aber als souveräner Südwestmeister mit sieben Punkten Vorsprung gegenüber dem Vizemeister Röchling Völklingen und gab in den Heimspielen lediglich einen Punkt ab. In die Aufstiegsrunde startete Neunkirchen mit 0:6 Punkten und damit war bereits alle Hoffnung verflogen. Dann kam am 7. Juni Tasmania 1900 Berlin ins Ellenfeld und wurde auch mit fünf Papies-Treffern mit 10:0 (!) deklassiert. Der Wuppertaler SV, die Mannschaft von Trainer Horst Buhtz, setzte sich hochüberlegen mit 16:0 Punkten durch und erreichte damit den Bundesligaaufstieg. Neunkirchens Punktestand wies 6:10-Punkte auf und damit belegten die Borussen trotz des miserablen Startes, den 3. Gruppenplatz.
Im zweiten Jahr mit Trainer Preißler, 1972/73, konnte die Leistung der ersten Saison nicht wiederholt werden, die Borussia landete mit 38:22-Punkten lediglich auf dem 5. Rang. Vor Beginn der Runde hatte Neunkirchen allerdings mit Gerd Zewe eines der hoffnungsvollsten Talente im deutschen Fußball zu Fortuna Düsseldorf in die Bundesliga verloren und in der laufenden Saison zog es auch noch den Torjäger der Saison 1971/72, Jürgen Papies, zu Bayer 04 Leverkusen. Zwar kehrte während der Saison Heinz-Jürgen Henkes vom 1. FC Kaiserslautern zurück, aber die angeführten Verlust waren zu massiv, als die Mannschaft die Leistung des Vorjahres hätte wiederholen können.
Im letzten Jahr der alten zweitklassigen Regionalliga, 1973/74, spielte man nicht nur um die zwei Plätze für die Bundesligaaufstiegsrunde, sondern um eine möglichst gute Platzierung, da das Abschneiden dieser Saison dreifach zur Aufnahme ab der neu eingeführten 2. Fußball-Bundesliga ab 1974/75 zählt. In eine 20er-Gruppe werden vom Südwesten sieben Vereine aufgenommen.
Die Trainerfunktion wird bei Borussia Neunkirchen neu von Erwin Türk übernommen. Im Spielerkader ist Torjäger Brand, Routinier Kuntz und Martin zu ersetzen und als Neuzugänge begrüßt man im Ellenfeld die Spieler Bellaire, Drenks, Eichhorn und den Mittelfeldstrategen Horst Schauß. Bei den zwei alten Südwestkontrahenten 1. FC Saarbrücken und FK Pirmasens verliert man in der Hinrunde die Auswärtsspiele und erlebt dies auch am 15. Dezember 1973 mit 1:2 beim ASV Landau, welcher sich durch den langjährigen KSC-Spielmacher Horst Wild verstärkt hat. Mit 22:8-Punkten beschließt Neunkirchen die Hinrunde und nimmt damit den 2. Rang ein. Die Defensive lässt nur 29 Gegentreffer zu – der Held der Aufstiegsrunde 1963/64, Torhüter Willi Ertz, absolviert alle 30 Rundenspiele – und im Angriff erweisen sich Peter Drenks (14 Tore) und Reiner Brinsa (12 Tore) als die treffsichersten Spieler des Meisters der Runde 1973/74. Die Grundlage zur Meisterschaft legte die Türk-Elf in den Heimspielen, wo sie ohne Punktverlust auf 30:0 Zähler kam.
In der letzten Aufstiegsrunde zur Bundesliga im Mai/Juni 1974 hatte es der Südwestmeister mit Tennis Borussia Berlin, FC Augsburg, Rot-Weiß Oberhausen und dem FC St. Pauli zu tun. Mit den zwei Remisspielen gegen TB Berlin (0:0) und FC Augsburg (1:1) mit deren Star Helmut Haller und dem 2:1-Auswärtserfolg gegen Rot-Weiß Oberhausen startete Neunkirchen erwartungsvoll in die Aufstiegsrunde. Dann kam St. Pauli mit 0:6-Punkten in das Ellenfeld und gewann mit 5:2. Durch die zwei Abschlussniederlagen gegen Oberhausen (0:1) und am 8. Juni mit 1:2 in Augsburg bilanzierte Neunkirchen nach den acht Spielen mit 7:9-Punkten auf dem 4. Gruppenplatz. Damit war die Ära der zweitklassigen Regionalliga beendet und Neunkirchen gehörte zur Saison 1974/75 der 2. Bundesliga Gruppe Süd an.

## Fazit
Die Saarstahl-Krise hatte existenzielle Folgen für die Stadt Neunkirchen, die Bevölkerung, das Umland und Borussia Neunkirchen, deren Potential über sechs Jahrzehnte die Arbeiterschaft des Bergbaus und der Stahlindustrie gewesen war. So lange ätzende, gelbliche Wolkenbänder über die „arbeitsame, düstere Stadt“ – so Sportfeuilletonist Richard Kirn – gezogen waren, so lange war Borussia wer. Heute ist der Himmel über Saar und Blies blau geworden, doch die Borussen waren ein Opfer veränderter Wirtschaftsstrukturen geworden, der große Fußball rollt nicht mehr im ehemaligen „Schalke des Südwestens“.